# Hruszniew
Hruszniew – wieś sołecka w Polsce położona w województwie mazowieckim, w powiecie łosickim, w gminie Platerów, na historycznym Podlasiu.
| SIMC    | Nazwa           | Rodzaj     |
| ------- | --------------- | ---------- |
| 1054920 | Hruszniew-Ukazy | części wsi |

W latach 1975–1998 miejscowość administracyjnie należała do województwa bialskopodlaskiego.
W Hruszniewie urodził się Adam Szymański – polski pisarz, publicysta, prawnik.
Wierni Kościoła rzymskokatolickiego należą do parafii św. Wojciecha w Górkach.

## Zabytki
- Pałac Broel-Platerów z około 1885 roku. Pierwszy dwór w tym miejscu został wybudowany w XVIII wieku dla rodziny Kuczyńskich lub na początku XIX wieku dla rodziny Podczaskich. Po 1880 roku miała miejsce przebudowa dworu zainicjowana przez Stanisława Broel-Platera[8]. W efekcie tej przebudowy do starszej części parterowej dodano cztery narożne pawilony. Pałac jest wpisany do rejestru zabytków.